# Ola Olsson (1823–1888)
Ola Olsson född 1 juli 1823 på Skarup i Ronneby socken, Blekinge län, död 9 februari 1888 i Ronneby, var en svensk spelman och folkmusiker. 

## Biografi
Ola Olsson föddes som son till bonden Ola Pehrsson och hans hustru på Karup nr 69 i Ronneby. Hans musikbegåvning upptäcktes tidigt och fick möjligheten att gå en musikutbildning.
Ola kom att lära sig noter av militärmusiker i Karlskrona. Den 24 april 1847 gifte han sig med Maria Månsdotter (1824-1898) och de fick följande barn:
- Ola, född 10 februari 1848.
- August, född 20 september 1855. Blev även han spelman.
- Hilda Lovisa, född 14 januari 1859.

Familjen arrenderade torp nr 68 i Skarup.

## Verklista
- Böndernas avsked från gästabud
- Schottis
- Rinnländer
- Vals